# Jiangzhu
Jiangzhu (kinesiska: 江竹乡, 江竹) är en socken i Kina. Den ligger i provinsen Sichuan, i den sydvästra delen av landet, omkring 540 kilometer söder om provinshuvudstaden Chengdu. Antalet invånare är 3 870. Befolkningen består av 1 866 kvinnor och 2 004 män. Barn under 15 år utgör 20,0 %, vuxna 15-64 år 69 %, och äldre över 65 år 10,0 %.
Genomsnittlig årsnederbörd är 1 003 millimeter. Den regnigaste månaden är juli, med i genomsnitt 267 mm nederbörd, och den torraste är januari, med 4 mm nederbörd.